# Teobromina
La teobromina (o 3,7-dimetilxantina) è un alcaloide naturale presente nelle piante di cacao e nei suoi derivati.  È anche presente in piccole quantità nelle foglie di tè.
A temperatura ambiente si presenta come un solido bianco. Chimicamente è una xantina (3,7-dimetilxantina) e come tale svolge azione stimolante del sistema nervoso centrale intervenendo sulle sinapsi, possiede una lieve azione diuretica ed esibisce un modesto effetto vasodilatatore.

## Tossicità
Negli umani ha una tossicità trascurabile, dato che viene metabolizzata molto velocemente. In altri animali, come per esempio cani e gatti, è tossica perché la metabolizzano molto lentamente. Un cane di piccole dimensioni potrebbe intossicarsi letalmente con 25 grammi di cioccolato fondente, un gatto con molto meno. I gatti raramente hanno intossicazioni da teobromina perché generalmente disdegnano i cibi dolci.
I sintomi di intossicazione da teobromina sono eccitazione, abbassamento del battito cardiaco, convulsioni e nei casi più gravi morte.